# Tlaková síla

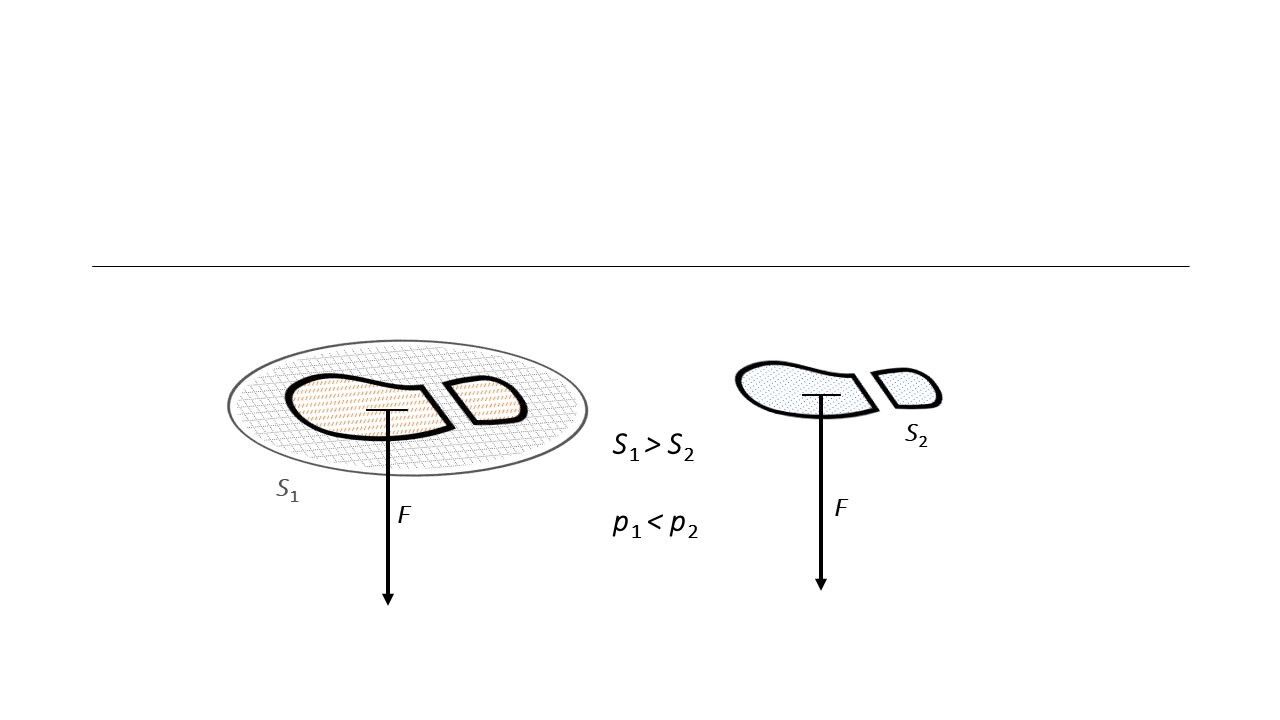
Příklad sněžnice a boty: Tlak p definujeme pomocí tlakové síly F působící na obsah plochy S. Sněžnice zvyšuje plochu dotyku se sněhem; větší plocha = menší tlak.

Tlaková síla je síla, působící kolmo na určitou plochu povrchu tekutiny. Její působení v tekutině se vyjadřuje veličinou tlak, nezávislou na velikosti plochy. 
Tlaková síla může být např. způsobena změnou termodynamického stavu tekutiny doprovázenou změnou tlaku (princip pístových tepelných strojů), vnějším silovým polem (např. u hydrostatického tlaku) nebo může být reakcí (podle třetího pohybového zákona) tekutiny na působení vnější síly na povrch tekutiny (princip hydraulických zařízení). 
Tlak a tlaková síla má smysl u tekutin nízké vazkosti. U tekutin s vysokou viskozitou, které jsou schopny účinně přenášet i tečné povrchové síly a silové působení nemusí být kolmé k povrchu, se namísto tlaku používá veličina mechanické napětí.

## Značení
- Symbol veličiny: {\displaystyle F_{\mathrm {tl} }}
- Hlavní jednotka SI: newton, značka jednotky: N
- Další jednotky: viz síla

## Výpočet
Tlaková síla má velikost
{\displaystyle F_{\mathrm {tl} }=pS}
kde {\displaystyle p} je tlak a {\displaystyle S} je obsah plochy.
Tlaková síla působí vždy kolmo na plochu.

## Použití
Existence tlakové síly využívá hydraulický lis.